# Agriturist
Agriturist è la prima associazione agrituristica costituita in Italia.

## Storia
Nasce nel 1965, per iniziativa della Confagricoltura, come Associazione Nazionale Agricoltura e Turismo per poi assumere (1978) l'attuale ragione sociale di Associazione Nazionale per l'Agriturismo, l'Ambiente e il Territorio (senza scopo di lucro).
Dapprima l'Agriturist ha svolto una intensa attività di studio e promozione culturale della valorizzazione turistica delle campagne e delle aziende agricole, attingendo ad esperienze già da tempo maturate in Francia e in Scozia. Protagonista di questa fase dell'attività dell'Associazione è stato l'imprenditore agricolo toscano, Simone Velluti Zati, presidente di Agriturist dalla fondazione fino al 1998, che partecipa attivamente ad associazioni internazionali (Europa Nostra, Bureau Europeénne de l'Environnement) promuovendo un intenso scambio di esperienze con delegati di tutti i principali paesi europei.
Inizialmente l'idea di Agriturist di promuovere l'ospitalità nelle aziende agricole suscitò l'entusiasmo di alcuni, ma anche la perplessità di altri; questi ultimi vedevano nel nascente agriturismo una frivolezza che avrebbe distratto gli imprenditori agricoli  dal proprio ruolo produttivo incoraggiandoli ad abbandonare la coltivazione dei fondi a vantaggio di una più lucrosa attività turistica. Fra i sostenitori della prima ora dell'agriturismo, segnaliamo alcuni dirigenti dell'allora Ministero dell'Agricoltura che sostennero efficacemente, fin dall'inizio, l'attività dell'Agriturist.
Agriturist puntava al riconoscimento ufficiale dell'agriturismo attraverso l'emanazione di una legge che definisse e disciplinasse l'ospitalità “in fattoria” come attività di promozione e sostegno economico dell'agricoltura. L'obiettivo si realizzò nel 1985, con l'emanazione della prima legge-quadro statale, la Legge 5 dicembre 1985, n. 730. In seguito Agriturist collaborò attivamente all'emanazione delle leggi regionali che dovevano recepire la legge quadro ed indicare norme regolamentari puntuali.
Già dal 1975, tuttavia, Agriturist avviò una intensa attività di promozione dell'accoglienza agrituristica, con la pubblicazione della prima “Guida dell'Ospitalità Rurale”, che verrà aggiornata in edizioni annuali fino ai giorni nostri. Dal 1996 la Guida Agriturist è stata pubblicata anche in Internet all'interno del portale istituzionale dell'Associazione.
Nel 1987, Agriturist ha ottenuto dal Ministero dell'Ambiente il riconoscimento di Associazione Ambientalista.
Nel 1998, Velluti Zati decise di non ricandidarsi alla presidenza. Fu eletto presidente l'imprenditore agricolo Riccardo Ricci Curbastro, romano di nascita, produttore vitivinicolo in Franciacorta.
Durante la presidenza di Ricci Curbastro, durata fino al 2007, l'Agriturist ha sviluppato un efficiente sistema di assistenza alle imprese su temi normativi, organizzativi e promozionali; ha aumentato il numero delle sedi territoriali (17 Associazioni Regionali, 65 Sezioni Provinciali) e accresciuto la base associativa (circa 4500 imprese). Fra le molte nuove iniziative dell'Associazione, in questo periodo, vanno ricordate: la realizzazione di un sistema di certificazione della qualità di accoglienza (con rilascio del marchio "Agriturist Qualità"), che sarà in seguito accreditato ufficialmente presso il Sincert; e l'istituzione del Convegno annuale dei Quadri Dirigenti. Agriturist ha anche collaborato attivamente alla stesura di una nuova legge-quadro per l'agriturismo, approvata nel febbraio del 2006 (L. 20 febbraio 2006, n. 96).
Dopo Ricci Curbastro, è stata eletta presidente di Agriturist, nel giugno del 2007, Vittoria Brancaccio, imprenditrice agricola napoletana che conduce una azienda nella penisola sorrentina. La sua presidenza è caratterizzata da una incisiva interlocuzione col Dipartimento per la competitività e il turismo e con l'ENIT finalizzata ad ottenere una migliore visibilità dell'agriturismo nella promozione dell'offerta turistica italiana sui mercati internazionali. Agriturist ha anche aderito alla campagna di informazione contro il consumo di suolo agricolo.
Agriturist ha collaborato con il Ministero delle politiche agricole alimentari e forestali alla promozione dei prodotti a denominazione d'origine conducendo specifiche campagne informative alle quali hanno partecipato le aziende associate proponendo menu tipici per far conoscere le specialità agroalimentari italiane riconosciute DOP (Denominazione di origine protetta) e IGP (Indicazione geografica protetta) dall'Unione europea ai sensi del Regolamento 510/2006.
Nelle Marche la sezione Agriturist è stata costituita nel 1985. Dal 2002 ha implementato l'assistenza ai soci fornendo consulenze tecnico-procedurali, legali e di marketing (come l'aggregazione dell'offerta agri-turistica per lo sviluppo dei mercati mediante la creazione di pacchetti turistici a tema); provvede inoltre alla ricerca delle migliori condizioni per i propri soci attraverso la stipulazione di convenzioni con fornitori di servizi. Dal 2003 pubblica la guida "in viaggio per le Marche" presentata ogni anno alla Borsa Italiana del Turismo di Milano realizzata con il contributo della Regione Marche. Dallo stesso anno è attivo anche il portale www.agriturist.marche.it che raccoglie tutte le aziende agrituristche, le normative, i progetti, gli eventi, i prodotti tipici, le vacanze tematiche, le novità legate al mondo agrituristico. Dal 2006 Presidente è Augusto Congionti, imprenditore agricolo maceratese. Nel 2007 Agriturist Marche ha ottenuto il riconoscimento quale Associazione di protezione ambientale a carattere regionale. Agriturist Marche ha fatto parte del tavolo di concertazione per l'elaborazione del nuovo testo della legge sulla multifunzionalità della Regione Marche.